# Plaza de Cibeles
A Plaza de Cibeles Madrid ikonikus tere, amely a Calle de Alcalá, a Paseo de Recoletos és a Paseo del Prado találkozásában található.

## Története
A tér Kübelé istennőről kapta a nevét, akinek szobra a terület középpontjában álló szökőkúton látható. A szökőkutat Ventura Rodríguez építész tervezte, 1782-ben állították fel. Kübélét egy oroszlánok által vontatott kocsin jelenítette meg a művész. Mostani helyére 1895-ben került.
A téren számos ismert épület található. A Palacio de Cibeles, más néven a Palacio de Comunicaciones építése 1919-ben fejeződött be, egykor a spanyol posta központja volt, 2007 óta azonban a városi tanács székhelye. A Palacio de Buenavista 1777-ben épült Alba hercege rezidenciájának, jelenleg a spanyol hadsereg főparancsnoksága. Az épületben komoly műgyűjtemény van. A Palacio de Linarest Linares őrgfófja rendelte meg, építését 1900-ban fejezték be. Később átalakították, és a Casa de América (Amerika-ház) nevet kapta. A benne működő intézmény feladata Spanyolország és a latin-amerikai államok közötti kapcsolatok fejlesztése. A legenda szerint Linares első őrgrófja és lánya, akiről úgy tartják, hogy szülei megölték, szellemként kísért az épületben.

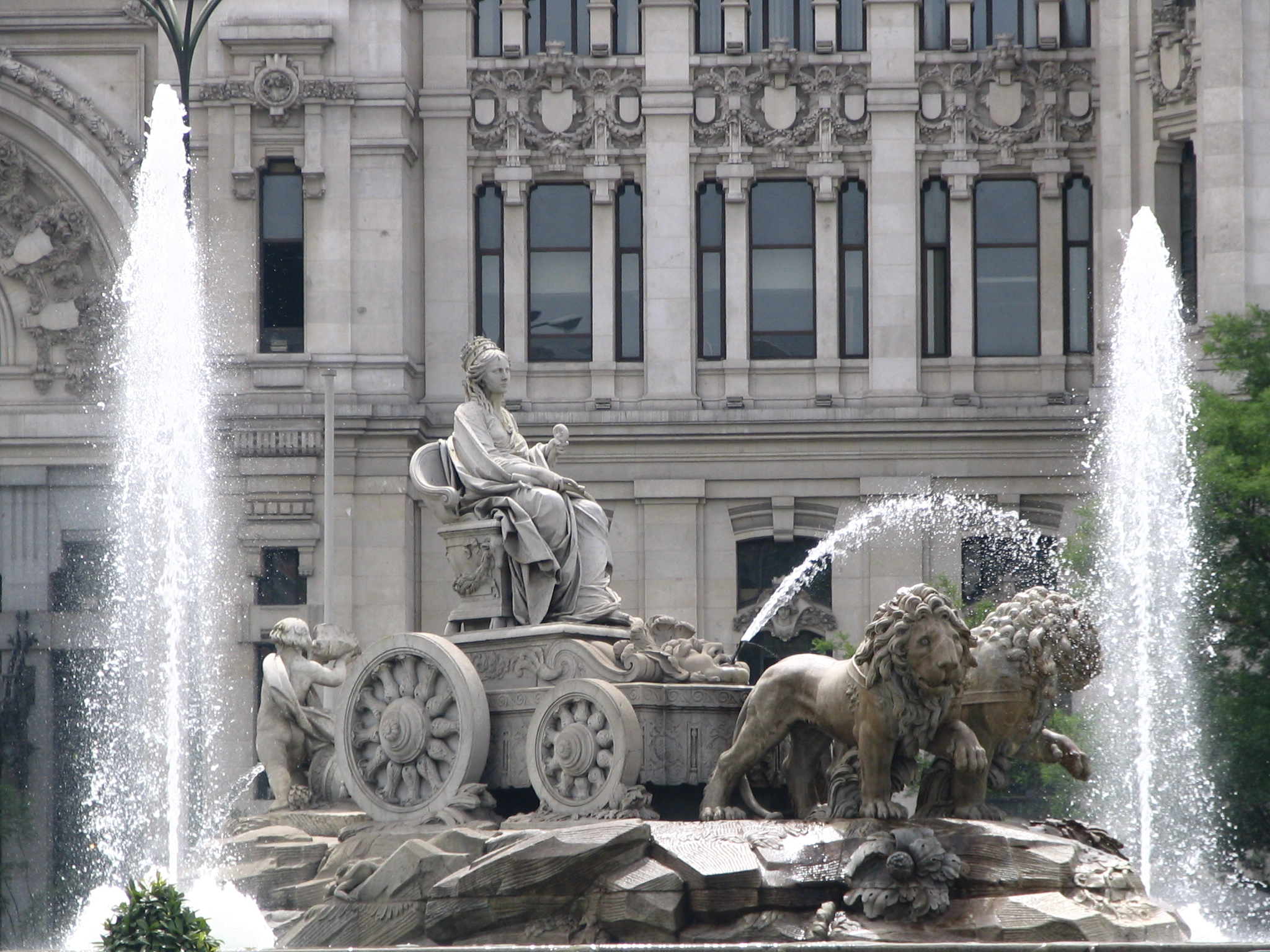
Kübelé fogata
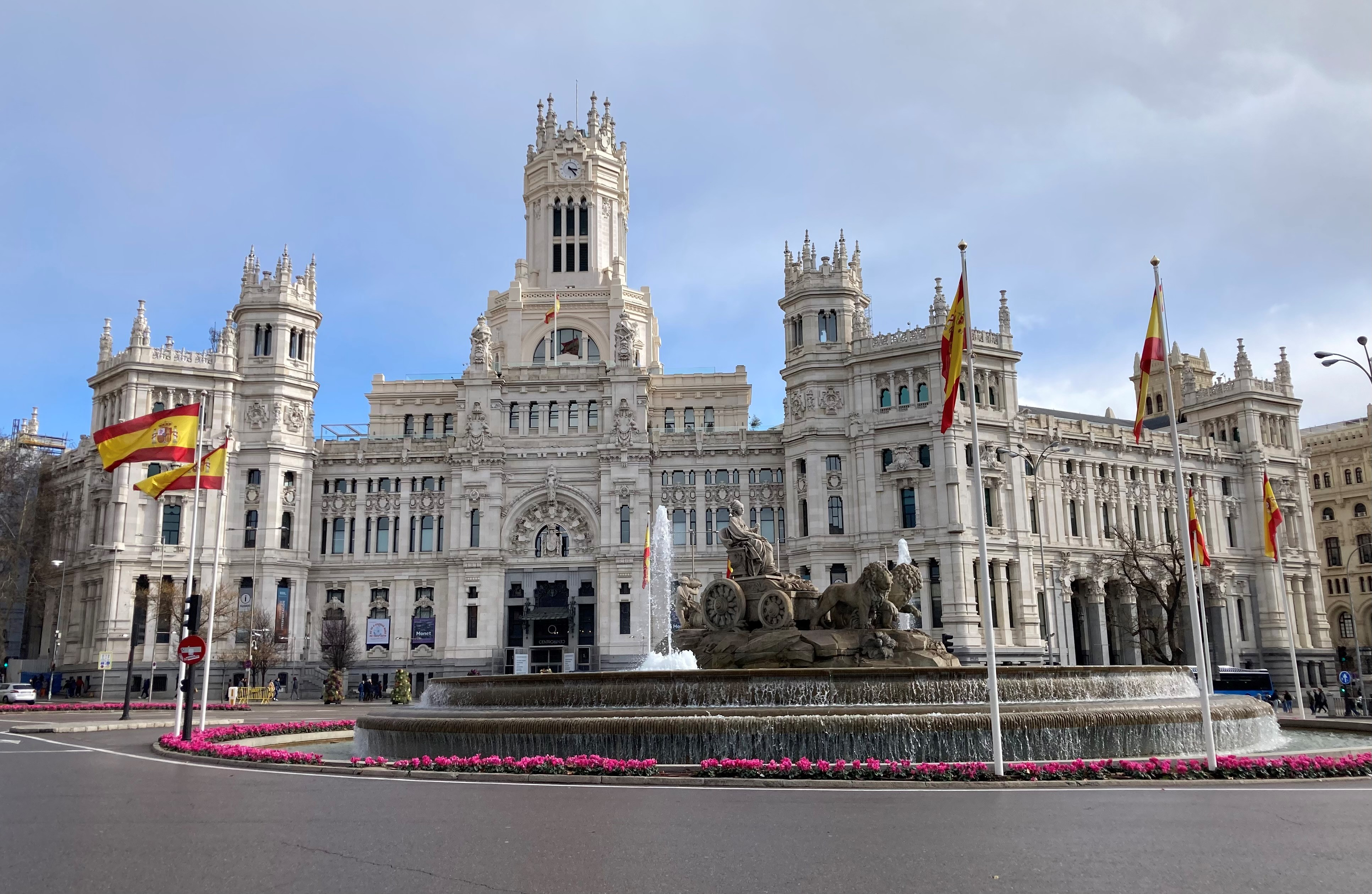
Palacio de Cibeles
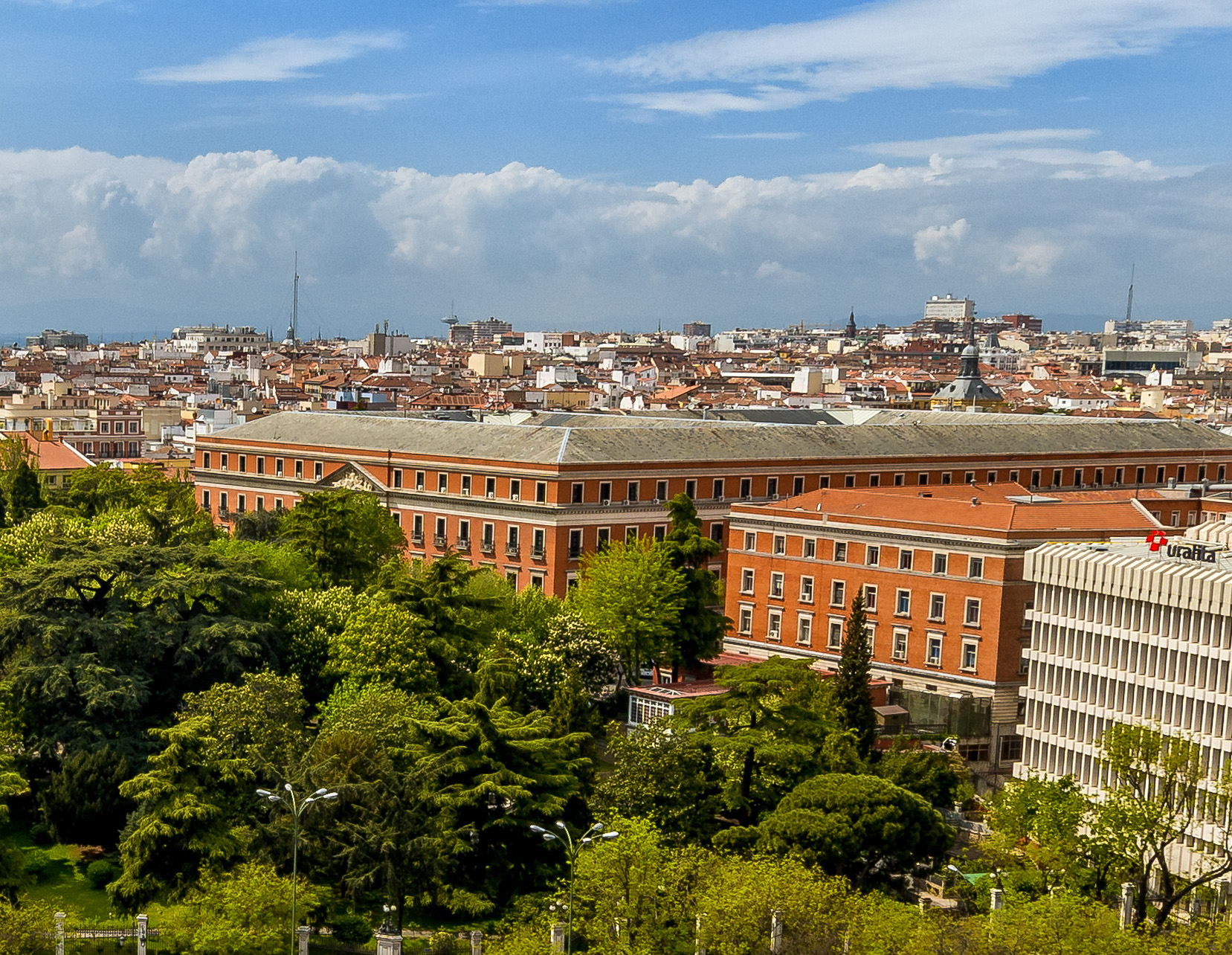
Palacio de Buenavista
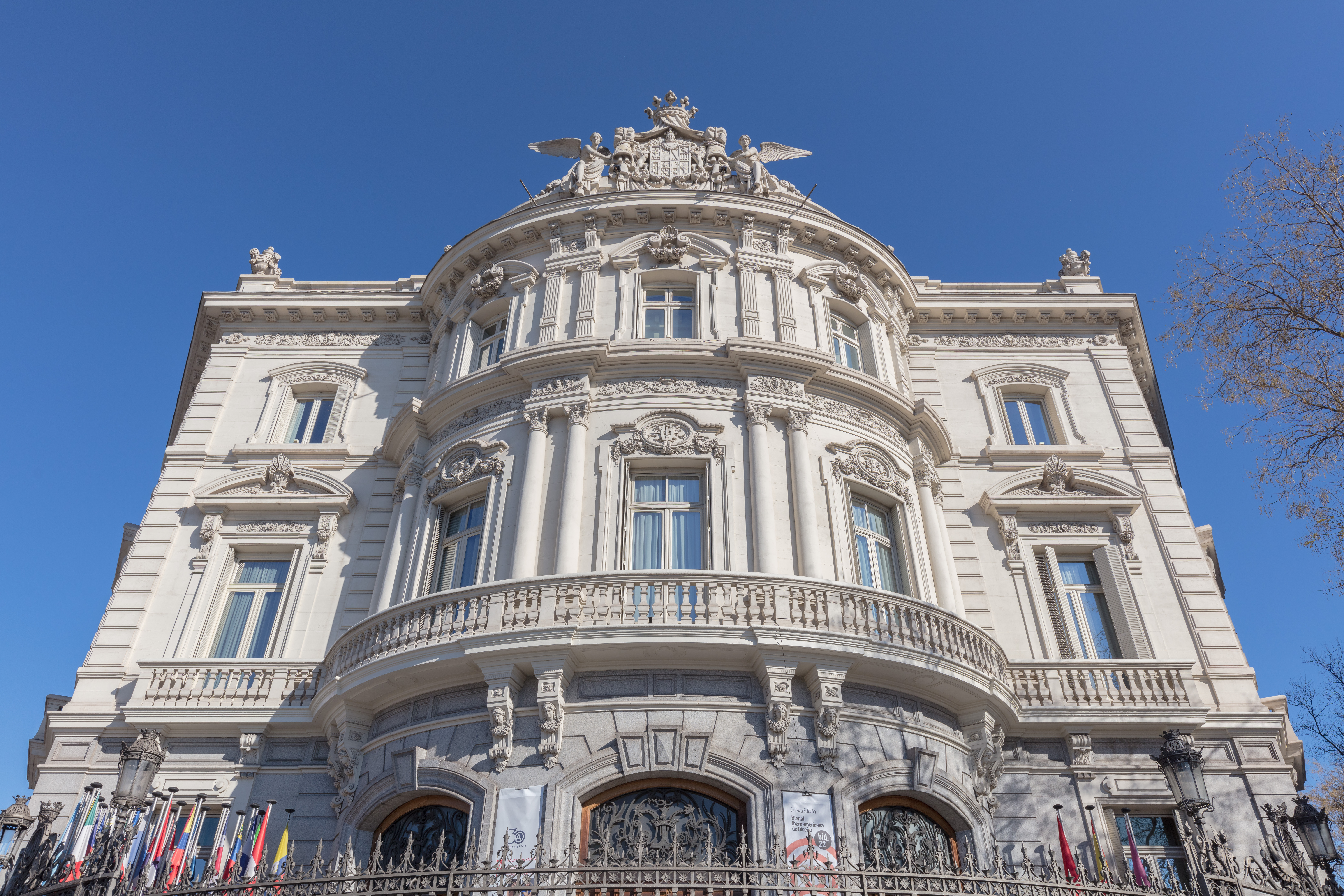
Palacio de Linares